# Anomala hirtidorsa
Anomala hirtidorsa är en skalbaggsart som beskrevs av Lin 1999. Anomala hirtidorsa ingår i släktet Anomala och familjen Rutelidae. Inga underarter finns listade i Catalogue of Life.